# فیفا ۰۸
فیفا ۰۸ یکی دیگر از محصول شرکت الکترونیک آرتز در زمینه فوتبال است.

## گیم‌پلی
در این بازی شما می‌توانید سرمربی باشید یا بازیکن یا جای تمام بازیکنان بازی کنید 

## تیم‌ها
فیفا ۰۸ ۶۲۱ تیم فوتبال و ۳۰ لیگ( که ۲۷ تای آن از فیفا ۰۷ بوده‌اند) 
و بیش از ۱۵٬۰۰۰ بازیکن در آن ذخیره شده‌است

## جوایز
فیفا ۰۸ این جوایز را برده‌است
- BAFTA Nominations (2007 Video Game Awards): The Best Sports Game
- IGN Awards (2007 Video Game Awards): The Best Sports Sim
- IGN Awards (2007 Video Game Awards): The Most Realistic Real Life Sim
- IGN Awards (2007 Video Game Awards): The Game Of The Year
- IGN Awards (2007 Video Game Awards): The Best Sports Gameplay